# Gnophos vepretaria
Gnophos vepretaria là một loài bướm đêm trong họ Geometridae.